# Liste der UFC-Champions
Diese Liste der UFC-Champions bietet eine Übersicht über alle Champions der US-amerikanischen MMA-Organisation Ultimate Fighting Championship (kurz UFC).

## Amtierende Champions

### Männer
| Gewichtsklasse    | Champion              | Seit               | Titelverteidigungen |
| ----------------- | --------------------- | ------------------ | ------------------- |
| Schwergewicht     | Tom Aspinall          | 21. Juni 2025      | 0                   |
| Halbschwergewicht | Magomed Ankalaev      | 9. März 2025       | 0                   |
| Mittelgewicht     | Dricus du Plessis     | 20. Januar 2024    | 2                   |
| Weltergewicht     | Jack Della Maddalena  | 10. Mai 2025       | 0                   |
| Leichtgewicht     | Ilia Topuria          | 28. Juni 2025      | 0                   |
| Federgewicht      | Alexander Volkanovski | 12. April 2025     | 0                   |
| Bantamgewicht     | Merab Dvalishvili     | 14. September 2024 | 2                   |
| Fliegengewicht    | Alejandre Pantoja     | 8. Juli 2023       | 4                   |

### Frauen
| Gewichtsklasse | Champion             | Seit               | Titelverteidigungen |
| -------------- | -------------------- | ------------------ | ------------------- |
| Bantamgewicht  | Kayla Harrison       | 7. Juni 2025       | 0                   |
| Fliegengewicht | Valentina Shevchenko | 14. September 2024 | 1                   |
| Strohgewicht   | Zhang Weili          | 12. November 2022  | 3                   |

## Schwergewicht
| Nr. | Champion                           | Von                | Bis                   |
| --- | ---------------------------------- | ------------------ | --------------------- |
| 1   | Mark Coleman                       | 7. Februar 1997    | 27. Juli 1997         |
| 2   | Maurice Smith                      | 27. Juli 1997      | 21. Dezember 1997     |
| 3   | Randy Couture                      | 21. Dezember 1997  | 1998*                 |
| 4   | Bas Rutten                         | 7. Mai 1999        | Juni 1999**           |
| 5   | Kevin Randleman                    | 19. November 1999  | 17. November 2000     |
| 6   | Randy Couture (2)                  | 17. November 2000  | 22. März 2002         |
| 7   | Josh Barnett                       | 22. März 2002      | 26. Juli 2002***      |
| 8   | Ricco Rodriguez                    | 27. September 2002 | 28. Februar 2003      |
| 9   | Tim Sylvia                         | 28. Februar 2003   | 28. Februar 2002****  |
| 10  | Frank Mir                          | 19. August 2004    | 12. August 2005*****  |
| -   | Andrei Arlovski (Interim)          | 5. Februar 2005    | 12. August 2005       |
| 11  | Andrei Arlovski (2)                | 15. April 2005     | 15. April 2006        |
| 12  | Tim Sylvia (2)                     | 15. April 2006     | 3. März 2007          |
| 13  | Randy Couture (3)                  | 3. März 2007       | 15. November 2008     |
| -   | Antônio Rodrigo Nogueira (Interim) | 2. Februar 2008    | 27. Dezember 2008     |
| 14  | Brock Lesnar                       | 15. November 2008  | 23. Oktober 2010      |
| -   | Frank Mir (Interim)                | 27. Dezember 2008  | 11. Juli 2009         |
| -   | Shane Carwin (Interim)             | 27. März 2010      | 3. Juli 2010          |
| 15  | Cain Velasquez                     | 23. Oktober 2010   | 12. November 2011     |
| 16  | Junior dos Santos                  | 12. November 2011  | 29. Dezember 2012     |
| 17  | Cain Velasquez (2)                 | 29. November 2012  | 13. Juni 2015         |
| -   | Fabrício Werdum (Interim)          | 16. November 2014  | 13. Juni 2015         |
| 18  | Fabrício Werdum                    | 14. Mai 2015       | 14. Mai 2016          |
| 19  | Stipe Miocic                       | 14. Mai 2016       | 7. Juli 2018          |
| 20  | Daniel Cormier                     | 7. Juli 2018       | 17. August 2019       |
| 21  | Stipe Miocic (2)                   | 17. August 2019    | 27. März 2021         |
| 22  | Francis Ngannou                    | 27. März 2021      | 14. Januar 2023****** |
| -   | Ciryl Gane (Interim)               | 7. August 2021     | 22. Januar 2022       |
| 23  | Jon Jones                          | 4. März 2023       | 21. Juni 2025* *      |
| -   | Tom Aspinall (Interim)             | 11. November 2023  | 21. Juni 2025         |
| 24  | Tom Aspinall                       | 21. Juni 2025      |                       |

Erklärung (*): Randy Couture wurde der Titel im Januar 1998 aberkannt, nachdem er die UFC aufgrund von Vertragsstreitigkeiten verließ.
Erklärung (**): Bas Rutten vakantierte den Titel im Juni 1999 um in die Halbschwergewichtsklasse zu wechseln.
Erklärung (***): Josh Barnett wurde der Titel am 26. Juli 2002 aberkannt nachdem er positiv auf Steroide getestet wurde.
Erklärung (****): Tim Sylvia wurde der Titel am 15. Oktober 2003 aberkannt nachdem er positiv auf Steroide getestet wurde.
Erklärung (*****): Frank Mir wurde der Titel am 12. August 2005 aufgrund einer Inaktivität, durch Verletzungen nach einem Verkehrsunfall, aberkannt.
Erklärung (******): Francis Ngannou wurde der Titel am 14. Januar 2023 aberkannt, nachdem er die UFC aufgrund von Vertragsstreitigkeiten verließ.
Erklärung (* *): Jon Jones Karriereende wurde offiziell am 21. Juni 2025 bekannt gegeben.

## Halbschwergewicht
| Nr. | Champion                | Von                   | Bis                    |
| --- | ----------------------- | --------------------- | ---------------------- |
| 1   | Frank Shamrock          | 21. Dezember 1997     | 24. November 1999*     |
| 2   | Tito Ortiz              | 14. April 2000        | 26. September 2003     |
| -   | Randy Couture (Interim) | 6. Juni 2003          | 26. September 2003     |
| 3   | Randy Couture           | 26. Januar 2003       | 31. Januar 2004        |
| 4   | Vitor Belfort           | 31. Januar 2004       | 21. August 2004        |
| 5   | Randy Couture (2)       | 21. August 2004       | 16. April 2005         |
| 6   | Chuck Liddell           | 16. April 2005        | 26. Mai 2007           |
| 7   | Quinton Jackson         | 26. Mai 2007          | 5. Juli 2008           |
| 8   | Forrest Griffin         | 5. Juli 2008          | 27. Dezember 2008      |
| 9   | Rashad Evans            | 27. Dezember 2008     | 23. Mai 2009           |
| 10  | Lyoto Machida           | 23. Mai 2009          | 8. Mai 2010            |
| 11  | Mauricio Rua            | 8. Mai 2010           | 19. März 2011          |
| 12  | Jon Jones               | 19. März 2011         | 28. April 2015**       |
| 13  | Daniel Cormier          | 23. Mai 2015          | 29. Juli 2017***       |
| -   | Jon Jones (Interim)     | 23. April 2016        | 9. November 2016***    |
| 14  | Daniel Cormier          | 13. September 2017*** | 28. Dezember 2018***   |
| 15  | Jon Jones               | 29. Dezember 2018     | 17. August 2020****    |
| 16  | Jan Błachowicz          | 27. September 2020    | 30. Oktober 2021       |
| 17  | Glover Teixeira         | 30. Oktober 2021      | 12. Juni 2022          |
| 18  | Jiří Procházka          | 12. Juni 2022         | 23. November 2022***** |
| 19  | Jamahal Hill            | 21. Januar 2023       | 14. Juli 2023******    |
| 20  | Alex Pereira            | 11. November 2023     | 9. März 2025           |
| 21  | Magomed Ankalaev        | 9. März 2025          | aktuell                |

Erklärung (*): Frank Shamrock vakantierte am 24. November 1999 den Titel, als er aufgrund eines „Mangel an Herausforderungen“ seine Karriere in der UFC für beendet erklärte.
Erklärung (**): Jon Jones  wurde der Titel am 28. April 2015 aberkannt, nachdem er in eine Fahrerflucht involviert war und verhaftet wurde.
Erklärung (***): Jon Jones wurde am 9. November 2016 der Interimstitel aberkannt nachdem er einen aufgrund eines nicht bestandenen Dopingtests für ein Jahr suspendiert wurde. Bei UFC 214 am 29. Juli 2017 gewann Jones den vereinten Titel, nach einem erneut nicht bestandenen Dopingtest wurde das Ergebnis am 13. September 2017 nachträglich als „No-Contest“ gewertet und Daniel Cormier nachträglich wieder als Titelträger eingesetzt. Cormier vakantierte den Titel am 28. Dezember 2018, da er 174 Tage zuvor den Schwergewichts Titel gewann.
Erklärung (****): Jon Jones vakantierte den Titel am 17. August 2020 aufgrund von Problemen bei Gehaltsverhandlungen mit der UFC und dem Wunsch künftig in der Schwergewichtsklasse anzutreten.
Erklärung (*****): Jiří Procházka vakantierte den Titel am 23. November 2022 aufgrund einer schweren Schulterverletzung. Ein Titelkampf um den vakanten Titel zwischen Jan Błachowicz und Magomed Ankalaev endete am 10. Dezember 2022 mit einem Unentschieden.
Erklärung (******): Jamahal Hill vakantierte den Titel am 14. Juli 2023 aufgrund einer schweren Achillessehnenverletzung.

## Mittelgewicht
| Nr. | Champion                   | Von                | Bis                |
| --- | -------------------------- | ------------------ | ------------------ |
| 1   | Dave Menne                 | 28. September 2001 | 11. Januar 2002    |
| 2   | Murilo Bustamante          | 11. Januar 2002    | 5. Oktober 2002*   |
| 3   | Evan Tanner                | 5. Februar 2005    | 4. Juni 2005       |
| 4   | Rich Franklin              | 4. Juni 2005       | 14. Oktober 2006   |
| 5   | Anderson Silva             | 14. Oktober 2006   | 6. Juli 2013       |
| 6   | Chris Weidman              | 6. Juli 2013       | 12. Dezember 2015  |
| 7   | Luke Rockhold              | 12. Dezember 2015  | 4. Juni 2016       |
| 8   | Michael Bisping            | 4. Juni 2016       | 4. November 2017   |
| -   | Robert Whittaker (Interim) | 8. Juli 2017       | 4. November 2017   |
| 9   | Georges St-Pierre          | 4. November 2017   | 7. Dezember 2017** |
| 10  | Robert Whittaker           | 8. Juli 2017       | 5. Oktober 2019    |
| -   | Israel Adesanya (Interim)  | 13. April 2019     | 6. Oktober 2019    |
| 11  | Israel Adesanya            | 6. Oktober 2019    | 12. November 2022  |
| 12  | Alex Pereira               | 12. November 2022  | 8. April 2023      |
| 13  | Israel Adesanya (2)        | 8. April 2023      | 10. September 2023 |
| 14  | Sean Strickland            | 10. September 2023 | 20. Januar 2024    |
| 15  | Dricus du Plessis          | 20. Januar 2024    | aktuell            |

Erklärung (*): Murilo Bustamante wurde der Titel am 5. Oktober 2002 nach seinem Wechsel von UFC zu Pride FC aberkannt.
Erklärung (**): Georges St-Pierre hat den Titel am 7. Dezember 2017 aufgrund einer Erkrankung an Colitis ulcerosa vakantiert.

## Weltergewicht
| Nr. | Champion                    | Von               | Bis                  |
| --- | --------------------------- | ----------------- | -------------------- |
| 1   | Pat Miletich                | 16. Oktober 1998  | 4. Mai 2001          |
| 2   | Carlos Newton               | 4. Mai 2001       | 2. November 2001     |
| 3   | Matt Hughes                 | 2. November 2001  | 31. Januar 2004      |
| 4   | B.J. Penn                   | 31. Januar 2004   | 17. Mai 2004*        |
| 5   | Matt Hughes (2)             | 22. Oktober 2004  | 18. November 2006    |
| 6   | Georges St-Pierre           | 18. November 2006 | 7. April 2007        |
| 7   | Matt Serra                  | 7. April 2007     | 19. April 2008       |
| -   | Georges St-Pierre (Interim) | 29. Dezember 2007 | 19. April 2008       |
| 8   | Georges St-Pierre (2)       | 19. April 2008    | 13. Dezember 2013**  |
| -   | Carlos Condit (Interim)     | 4. Februar 2012   | 17. November 2012    |
| 9   | Johny Hendricks             | 15. März 2014     | 6. Dezember 2014     |
| 10  | Robbie Lawler               | 6. Dezember 2014  | 30. Juli 2016        |
| 11  | Tyron Woodley               | 30. Juli 2016     | 2. März 2019         |
| -   | Colby Covington (Interim)   | 9. Juni 2018      | 8. September 2018*** |
| 12  | Kamaru Usman                | 2. März 2019      | 20. August 2022      |
| 13  | Leon Edwards                | 20. August 2022   | 27. Juli 2024        |
| 14  | Belal Muhammad              | 27. Juli 2024     | 10. Mai 2025         |
| 15  | Jack Della Maddalena        | 10. Mai 2025      | aktuell              |

Erklärung (*): B.J. Penn wurde der Titel am 17. Mai 2004 aberkannt, als er von UFC zu K-1 gewechselt ist.
Erklärung (**): Georges St-Pierre hat den Titel am 13. Dezember 2013 vakantiert um sich eine Auszeit zu nehmen.
Erklärung (***): Colby Covington wurde der Interimstitel am 8. September 2018 aufgrund einer Verletzung aberkannt.

## Leichtgewicht
| Nr. | Champion                 | Von               | Bis                 |
| --- | ------------------------ | ----------------- | ------------------- |
| 1   | Jens Pulver              | 23. Februar 2001  | 23. März 2002*      |
| 2   | Sean Sherk               | 14. Oktober 2006  | 8. Dezember 2007**  |
| 3   | B.J. Penn                | 19. Januar 2008   | 10. April 2010      |
| 4   | Frankie Edgar            | 10. April 2010    | 26. Februar 2012    |
| 5   | Benson Henderson         | 26. Februar 2012  | 31. August 2013     |
| 6   | Anthony Pettis           | 31. August 2013   | 14. März 2015       |
| 7   | Rafael dos Anjos         | 14. März 2015     | 7. Juli 2016        |
| 8   | Eddie Alvarez            | 7. Juli 2016      | 12. November 2016   |
| 9   | Conor McGregor           | 12. November 2016 | 7. April 2018***    |
| -   | Tony Ferguson (Interim)  | 7. August 2017    | 7. April 2018***    |
| 10  | Chabib Nurmagomedow      | 7. April 2018     | 19. März 2021****   |
| -   | Dustin Poirier (Interim) | 13. April 2019    |                     |
| -   | Justin Gaethje (Interim) | 9. Mai 2020       |                     |
| 11  | Charles Oliveira         | 16. Mai 2021      | 7. Mai 2022*****    |
| 12  | Islam Makhachev          | 22. Oktober 2022  | 28. Juni 2025****** |
| 13  | Ilia Topuria             | 28. Juni 2025     | aktuell             |

Erklärung (*): Jens Pulver wurde der Titel am 23. März 2002 aberkannt, als er die UFC aufgrund von Vertragsstreitigkeiten verlassen hat.
Erklärung (**): Sean Sherk wurde der Titel am 8. Dezember 2007 aberkannt nachdem er positiv auf Steroide getestet wurde.
Erklärung (***): Conor McGregor und Tony Ferguson wurde beiden die Titel am 7. April 2018 aberkannt aufgrund von Inaktivität respektive Verletzungen.
Erklärung (****): Chabib Nurmagomedow hat am 24. Oktober 2020 seinen Rücktritt bekannt gegeben. Der Titel wurde am 19. März 2021 offiziell vakantiert.
Erklärung (*****): Charles Oliveira wurde der Titel am 7. Mai 2022 aberkannt, nachdem die Titelverteidigung gegen Justin Gaethje bei UFC 274 abgesagt werden musste. Oliveira hatte in beiden Messungen am 6. Mai 2022 das Gewichtslimit von 155 Pfund überschritten.
Erklärung (******): Islam Makhachev hat den Leichtgewichts-Gürtel am 13. Mai 2025 vakantiert. Er wechselt ins Weltergewicht, um für den Titel zu kämpfen.

## Federgewicht
| Nr. | Champion                  | Von               | Bis                |
| --- | ------------------------- | ----------------- | ------------------ |
| 1   | José Aldo                 | 20. November 2010 | 12. Dezember 2015  |
| -   | Conor McGregor (Interim)  | 11. Juli 2015     | 12. Dezember 2015  |
| 2   | Conor McGregor            | 12. Dezember 2015 | 26. November 2016* |
| -   | José Aldo (Interim)       | 9. Juli 2016      | 26. November 2016  |
| 3   | José Aldo (2)             | 26. November 2016 | 3. Juni 2017       |
| -   | Max Holloway (Interim)    | 10. Dezember 2016 | 3. Juni 2017       |
| 4   | Max Holloway              | 10. Dezember 2016 | 14. Dezember 2019  |
| 5   | Alexander Volkanovski     | 14. Dezember 2019 | 17. Februar 2024   |
| -   | Yair Rodríguez (Interim)  | 12. Februar 2023  | 8. Juli 2023       |
| 6   | Ilia Topuria              | 17. Februar 2024  | 12. April 2025**   |
| 7   | Alexander Volkanovski (2) | 12. April 2025    | aktuell            |

Erklärung (*): Conor McGregor wurde der Titel am 26. November 2016 aberkannt, da er 14 Tage zuvor den Leichtgewicht Titel gewonnen hatte.
Erklärung (**): Ilia Topuria kündigte am 19. Februar 2025 an, den Titel mit Beginn von UFC 314 niederzulegen, um ins Leichtgewicht zu wechseln.

## Bantamgewicht
| Nr. | Champion              | Von                | Bis                |
| --- | --------------------- | ------------------ | ------------------ |
| 1   | Dominick Cruz         | 16. Dezember 2010  | 6. Januar 2014*    |
| -   | Renan Barão (Interim) | 21. Juli 2012      | 6. Januar 2014     |
| 2   | Renan Barão           | 6. Januar 2014     | 24. Mai 2014       |
| 3   | T. J. Dillashaw       | 24. Mai 2014       | 17. Januar 2016    |
| 4   | Dominick Cruz (2)     | 17. Januar 2016    | 30. Dezember 2016  |
| 5   | Cody Garbrandt        | 30. Dezember 2016  | 4. November 2017   |
| 6   | T. J. Dillashaw       | 4. November 2017   | 20. März 2019**    |
| 7   | Henry Cejudo          | 8. Juni 2019       | 9. Mai 2020***     |
| 8   | Petr Yan              | 12. Juli 2020      | 6. März 2021       |
| 9   | Aljamain Sterling     | 6. März 2021       | 19. August 2023    |
| -   | Petr Yan (Interim)    | 30. Oktober 2021   | 9. April 2022      |
| 10  | Sean O’Malley         | 19. August 2023    | 14. September 2024 |
| 11  | Merab Dvalishvili     | 14. September 2024 | aktuell            |

Erklärung (*): Dominick Cruz hat den Titel am 6. Januar 2014 vakantiert nachdem aufgrund wiederholter Verletzungen keine Titelverteidigung möglich war.
Erklärung (**): T.J. Dillashaw hat den Titel am 20. März 2019 aufgrund eines nicht bestandenen Dopingtest vakantiert.
Erklärung (***): Henry Cejudo gab am 9. Mai 2020 seinen Rücktritt bekannt, der Titel wurde daraufhin am 24. Mai 2020 offiziell vakantiert.

## Fliegengewicht
| Nr. | Champion                 | Von                | Bis               |
| --- | ------------------------ | ------------------ | ----------------- |
| 1   | Demetrious Johnson       | 22. September 2012 | 4. August 2018    |
| 2   | Henry Cejudo             | 4. August 2018     | 29. Februar 2020* |
| 3   | Deiveson Figueiredo      | 19. Juli 2020      | 12. Juni 2021     |
| 4   | Brandon Moreno           | 12. Juni 2021      | 22. Januar 2022   |
| 5   | Deiveson Figueiredo      | 22. Januar 2022    | 21. Januar 2023   |
| -   | Brandon Moreno (Interim) | 30. Juli 2022      | 21. Januar 2023   |
| 6   | Brandon Moreno (2)       | 21. Januar 2023    | 8. Juli 2023      |
| 7   | Alejandre Pantoja        | 8. Juli 2023       | aktuell           |

Erklärung(*): Henry Cejudo kündigte am 20. Dezember 2019 an, den Titel zugunsten seiner Bantamgewicht-Verteidigung aufzugeben. Der Titel wurde am 29. Februar 2020 vakantiert.